# A US Open vegyes páros döntői
A US Open a négy Grand Slam-teniszbajnokság egyike. Vegyes párosok számára az első versenyt 1892-ben rendezték meg.
| Év   | Bajnokok                               | Ellenfelek a döntőben                   | Döntő eredménye      |
| 2024 | Sara Errani Andrea Vavassori           | Taylor Townsend Donald Young            | 7–6(0), 7–5          |
| 2023 | Anna Danilina Harri Heliövaara         | Jessica Pegula Austin Krajicek          | 6–3, 6–4             |
| 2022 | Storm Sanders John Peers               | Kirsten Flipkens Édouard Roger-Vasselin | 4–6, 6–4, [10–7]     |
| 2021 | Desirae Krawczyk Joe Salisbury         | Giuliana Olmos Marcelo Arévalo          | 7–5, 6–2             |
| 2020 | Nem rendezték meg                      | Nem rendezték meg                       | Nem rendezték meg    |
| 2019 | Bethanie Mattek-Sands Jamie Murray     | Csan Hao-csing Michael Venus            | 2–6, 6–3, [11–9]     |
| 2018 | Bethanie Mattek-Sands Jamie Murray     | Alicja Rosolska Nikola Mektić           | 2–6, 6–3, [11–9]     |
| 2017 | Martina Hingis Jamie Murray            | Csan Hao-csing Michael Venus            | 6–1, 4–6, [10–8]     |
| 2016 | Laura Siegemund Mate Pavić             | Coco Vandeweghe Rajeev Ram              | 6–4, 6–4             |
| 2015 | Martina Hingis Lijendar Pedzs          | Bethanie Mattek-Sands Sam Querrey       | 6–4, 3–6, [10–7]     |
| 2014 | Szánija Mirza Bruno Soares             | Abigail Spears Santiago González        | 6–1, 2–6, [11–9]     |
| 2013 | Andrea Hlaváčková Max Mirni            | Abigail Spears Santiago González        | 7–6(5), 6–3          |
| 2012 | Jekatyerina Makarova Bruno Soares      | Květa Peschke Marcin Matkowski          | 6–7(8), 6–1, [12–10] |
| 2011 | Melanie Oudin Jack Sock                | Gisela Dulko Eduardo Schwank            | 7–6(4), 4–6, [10–8]  |
| 2010 | Liezel Huber Bob Bryan                 | Květa Peschke Iszámul-Hak Kuraisi       | 6–4, 6–4             |
| 2009 | Carly Gullickson Travis Parrott        | Cara Black Lijendar Pedzs               | 6–2, 6–4             |
| 2008 | Cara Black Lijendar Pedzs              | Liezel Huber Jamie Murray               | 7–6(6), 6–4          |
| 2007 | Viktorija Azaranka Makszim Mirni       | Meghann Shaughnessy Lijendar Pedzs      | 6–4, 7–6(6)          |
| 2006 | Martina Navratilova Bob Bryan          | Květa Peschke Martin Damm               | 6–2, 6–3             |
| 2005 | Daniela Hantuchová Mahes Bhúpati       | Katarina Srebotnik Nenad Zimonjić       | 6–4, 6–2             |
| 2004 | Vera Zvonarjova Bob Bryan              | Alicia Molik Todd Woodbridge            | 6–3, 6–4             |
| 2003 | Katarina Srebotnik Bob Bryan           | Lina Krasznoruckaja Daniel Nestor       | 5–7, 7–5, 7–6(5)     |
| 2002 | Lisa Raymond Mike Bryan                | Katarina Srebotnik Bob Bryan            | 7–6(9), 7–6(1)       |
| 2001 | Rennae Stubbs Todd Woodbridge          | Lisa Raymond Lijendar Pedzs             | 6–4, 5–7, 7–6(9)     |
| 2000 | Arantxa Sánchez Vicario Jared Palmer   | Anna Kurnyikova Makszim Mirni           | 6–4, 6–3             |
| 1999 | Szugijama Ai Mahes Bhúpati             | Kimberly Po Donald Johnson              | 6–4, 6–4             |
| 1998 | Serena Williams Makszim Mirni          | Lisa Raymond Patrick Galbraith          | 6–2, 6–2             |
| 1997 | Manon Bollegraf Rick Leach             | Mercedes Paz Pablo Albano               | 3–6, 7–5, 7–6(3)     |
| 1996 | Lisa Raymond Patrick Galbraith         | Manon Bollegraf Rick Leach              | 7–6(6), 7–6(4)       |
| 1995 | Meredith McGrath Matt Lucena           | Gigi Fernández Cyril Suk                | 6–4, 6–4             |
| 1994 | Elna Reinach Patrick Galbraith         | Jana Novotná Todd Woodbridge            | 6–2, 6–4             |
| 1993 | Helena Suková Todd Woodbridge          | Martina Navratilova Mark Woodforde      | 6–3, 7–6(6)          |
| 1992 | Nicole Provis Mark Woodforde           | Helena Suková Tom Nijssen               | 4–6, 6–3, 6–3        |
| 1991 | Manon Bollegraf Tom Nijssen            | Arantxa Sánchez Vicario Emilio Sánchez  | 6–2, 7–6(2)          |
| 1990 | Elizabeth Smylie Todd Woodbridge       | Natallja Zverava Jim Pugh               | 6–4, 6–2             |
| 1989 | Robin White Shelby Cannon              | Meredith McGrath Rick Leach             | 3–6, 6–2, 7–5        |
| 1988 | Jana Novotná Jim Pugh                  | Elizabeth Smylie John McEnroe           | 7–5, 6–3             |
| 1987 | Martina Navratilova Emilio Sánchez     | Betsy Negelsen Paul Annacone            | 6–4, 6–7, 7–6        |
| 1986 | Raffaella Reggi Sergio Casal           | Martina Navratilova Peter Fleming       | 6–4, 6–4             |
| 1985 | Martina Navratilova Heinz Günthardt    | Elizabeth Smylie John Fitzgerald        | 6–3, 6–4             |
| 1984 | Manuela Maleewa Tom Gullikson          | Elizabeth Sayers John Fitzgerald        | 2–6, 7–5, 6–4        |
| 1983 | Elizabeth Sayers John Fitzgerald       | Barbara Potter Ferdi Taygan             | 3–6, 6–3, 6–4        |
| 1982 | Anne Smith Kevin Curren                | Barbara Potter Ferdi Taygan             | 6–7, 7–6, 7–6        |
| 1981 | Anne Smith Kevin Curren                | Joanne Russell-Longdon Steve Denton     | 6–4, 7–6             |
| 1980 | Wendy Turnbull Marty Riessen           | Betty Stöve Frew McMillan               | 7–5, 6–2             |
| 1979 | Greer Stevens Bob Hewitt               | Betty Stöve Frew McMillan               | 6–3, 7–5             |
| 1978 | Betty Stöve Frew McMillan              | Billie Jean King Ray Ruffels            | 6–3, 7–6             |
| 1977 | Betty Stöve Frew McMillan              | Billie Jean King Vitas Gerulaitis       | 6–2, 3–6, 6–3        |
| 1976 | Billie Jean King Phil Dent             | Betty Stöve Frew McMillan               | 3–6, 6–2, 7–5        |
| 1975 | Rosie Casals Dick Stockton             | Billie Jean King Fred Stolle            | 6–3, 7–6             |
| 1974 | Pam Teeguarden Geoff Masters           | Chris Evert Jimmy Connors               | 6–1, 7–6             |
| 1973 | Billie Jean King Owen Davidson         | Margaret Court Marty Riessen            | 6–3, 3–6, 7–6        |
| 1972 | Margaret Court Marty Riessen           | Rosie Casals Ilie Năstase               | 6–3, 7–5             |
| 1971 | Billie Jean King Owen Davidson         | Betty Stöve Rob Maud                    | 6–3, 7–5             |
| 1970 | Margaret Court Marty Riessen           | Judy Tegart Frew McMillan               | 6–4, 6–4             |
| 1969 | Margaret Court Marty Riessen           | Françoise Durr Dennis Ralston           | 7–5, 6–3             |
| 1968 | Mary Ann Eisel Peter Curtis            | Tory Fletz Gerry Perry                  | 6–4, 7–5             |
| 1967 | Billie Jean King Owen Davidson         | Rosie Casals Stan Smith                 | 6–3, 6–2             |
| 1966 | Donna Floyd Fales Owen Davidson        | Carol Aucamp Ed Rubinoff                | 6–1, 6–3             |
| 1965 | Margaret Smith Fred Stolle             | Judy Tegart Frank Froehling             | 6–2, 6–2             |
| 1964 | Margaret Smith John Newcombe           | Judy Tegart Ed Rubinoff                 | 10–6, 4–6, 6–3       |
| 1963 | Margaret Smith Ken Fletcher            | Judy Tegart Ed Rubinoff                 | 3–6, 8–6, 6–2        |
| 1962 | Margaret Smith Fred Stolle             | Lesley Turner Frank Froehling           | 7–5, 6–2             |
| 1961 | Margaret Smith Bob Mark                | Darlene Hard Dennis Ralston             | visszaléptek         |
| 1960 | Margaret Osborne DuPont Neale Fraser   | Maria Bueno Antonio Palafox             | 6–3, 6–2             |
| 1959 | Margaret Osborne DuPont Neale Fraser   | Janet Hopps Bob Mark                    | 7–5, 13–15, 6–2      |
| 1958 | Margaret Osborne DuPont Neale Fraser   | Maria Bueno Alex Olmedo                 | 6–3, 3–6, 9–7        |
| 1957 | Althea Gibson Kurt Nielsen             | Darlene Hard Lew Hoad                   | 6–3, 9–7             |
| 1956 | Margaret Osborne DuPont Ken Rosewall   | Darlene Hard Lew Hoad                   | 9–7, 6–1             |
| 1955 | Doris Hart Vic Seixas                  | Shirley Fry Lew Hoad                    | 9–7, 6–1             |
| 1954 | Doris Hart Vic Seixas                  | Margaret Osborne DuPont Ken Rosewall    | 4–6, 6–1, 6–1        |
| 1953 | Doris Hart Vic Seixas                  | Julie Sampson Rex Hartwig               | 6–2, 4–6, 6–4        |
| 1952 | Doris Hart Frank Sedgman               | Thelma Long Lew Hoad                    | 6–3, 7–5             |
| 1951 | Doris Hart Frank Sedgman               | Shirley Fry Mervyn Rose                 | 6–3, 6–2             |
| 1950 | Margaret Osborne DuPont Ken McGregor   | Doris Hart Frank Sedgman                | 6–4, 3–6, 6–3        |
| 1949 | Louise Brough Eric Sturgess            | Margaret Osborne DuPont Bill Talbert    | 4–6, 6–3, 7–5        |
| 1948 | Louise Brough Tom Brown                | Margaret Osborne DuPont Bill Talbert    | 6–4, 6–4             |
| 1947 | Louise Brough John Bromwich            | Gussie Moran Pancho Segura              | 6–3, 6–1             |
| 1946 | Margaret Osborne Bill Talbert          | Louise Brough Robert Krimbell           | 6–3, 6–4             |
| 1945 | Margaret Osborne Bill Talbert          | Doris Hart Bob Falkenberg               | 6–4, 6–4             |
| 1944 | Margaret Osborne Bill Talbert          | Dorothy Bundy Donald McNeill            | 6–2, 6–3             |
| 1943 | Margaret Osborne Bill Talbert          | Pauline Betz Pancho Segura              | 10–6, 6–4            |
| 1942 | Louise Brough Ted Schroeder            | Patricia Todd Alejo Russell             | 3–6, 6–1, 6–4        |
| 1941 | Sarah Palfrey Jack Kramer              | Pauline Betz Bobby Riggs                | 4–6, 6–4, 6–4        |
| 1940 | Alice Marble Bobby Riggs               | Dorothy Bundy Jack Kramer               | 9–7, 6–1             |
| 1939 | Alice Marble Harry Hopman              | Sarah Palfrey Elwood Cooke              | 9–7, 6–1             |
| 1938 | Alice Marble Don Budge                 | Thelma Coyne John Bromwich              | 6–1, 6–2             |
| 1937 | Sarah Palfrey Don Budge                | Sylvie Jung Henrotin Yvon Petra         | 6–2, 8–10, 6–0       |
| 1936 | Alice Marble Gene Mako                 | Sarah Palfrey Don Budge                 | 6–3, 6–2             |
| 1935 | Sarah Palfrey Enrique Maier            | Kay Stammers Roderich Menzel            | 6–4, 4–6, 6–3        |
| 1934 | Helen Hull Jacobs George Lott          | Elizabeth Ryan Lester Stoefen           | 4–6, 13–11, 6–2      |
| 1933 | Elizabeth Ryan Ellsworth Vines         | Sarah Palfrey George Lott               | 11–9, 6–1            |
| 1932 | Sarah Palfrey Fred Perry               | Helen Jacobs Ellsworth Vines            | 6–3, 7–5             |
| 1931 | Betty Nuthall George Lott              | Anna Harper Wilmer Allison              | 6–3, 6–3             |
| 1930 | Edith Cross Wilmer Allison             | Marjorie Morrill Frank Shields          | 6–4, 6–4             |
| 1929 | Betty Nuthall George Lott              | Phyllis Covell Henry Austin             | 6–3, 6–3             |
| 1928 | Helen Wills Jack Hawkes                | Edith Cross Edgar Moon                  | 6–1, 6–3             |
| 1927 | Eileen Bennett Henri Cochet            | Hazel Wightman René Lacoste             | 6–2, 6–0, 6–3        |
| 1926 | Elizabeth Ryan Jean Borotra            | Hazel Wightman René Lacoste             | 6–4, 7–5             |
| 1925 | Kitty McKane Jack Hawkes               | Ermintrude Harvey Vincent Richards      | 6–2, 6–4             |
| 1924 | Helen Wills Vincent Richards           | Molla Bjurstedt Mallory Bill Tilden     | 6–8, 7–5, 6–0        |
| 1923 | Molla Bjurstedt Mallory Bill Tilden    | Kitty McKane John Hawkes                | 6–3, 2–6, 10–8       |
| 1922 | Molla Bjurstedt Mallory Bill Tilden    | Helen Wills Howard Kinsey               | 6–4, 6–3             |
| 1921 | Mary Browne Bill Johnston              | Molla Bjurstedt Mallory Bill Tilden     | 3–6, 6–4, 6–3        |
| 1920 | Hazel Wightman Wallace Johnson         | Molla Bjurstedt Mallory Craig Biddle    | 6–4, 6–3             |
| 1919 | Marion Zinderstein Vincent Richards    | Florence Ballin Bill Tilden             | 2–6, 11–9, 6–2       |
| 1918 | Hazel Wightman Irving Wright           | Molla Bjurstedt Fred Alexander          | 6–2, 6–3             |
| 1917 | Molla Bjurstedt Irving Wright          | Florence Ballin Bill Tilden             | 10–12, 6–1, 6–3      |
| 1916 | Eleonora Sears Willis Davis            | Florence Ballin Bill Tilden             | 6–4, 7–5             |
| 1915 | Hazel Wightman Harry Johnson           | Molla Bjurstedt Irving Wright           | 6–0, 6–1             |
| 1914 | Mary Browne Bill Tilden                | Margaret Myers J. R. Rowland            | 6–1, 6–4             |
| 1913 | Mary Browne Bill Tilden                | Dorothy Green S. Rogers                 | 7–5, 7–5             |
| 1912 | Mary Browne R. Norris Williams         | Eleanora Sears William Clothier         | 6–4, 2–6, 11–9       |
| 1911 | Hazel Hotchkiss Wallace Johnson        | Edna Widley Morris Tilden               | 6–4, 6–4             |
| 1910 | Hazel Hotchkiss Joseph Carpenter, Jr.  | Edna Widley Morris Tilden               | 6–2, 6–2             |
| 1909 | Hazel Hotchkiss Wallace Johnson        | Louise Hammond Ray Little               | 6–2, 6–0             |
| 1908 | Edith Rotch Nathaniel Niles            | Louise Hammond Ray Little               | 6–4, 4–6, 6–4        |
| 1907 | May Sayres Wallace Johnson             | Natalie Widley Morris Tilden            | 6–1, 7–5             |
| 1906 | Sarah Coffin Edward Dewhurst           | Margaret Johnson J. B. Johnson          | 6–3, 7–5             |
| 1905 | Augusta Schultz Hobart Clarence Hobart | Elisabeth Moore Edward Dewhurst         | 6–2, 6–4             |
| 1904 | Elisabeth Moore Wylie Grant            | May Sutton F. B. Dallas                 | 6–2, 6–1             |
| 1903 | Helen Chapman Harry Allen              | Carrie Neeley W. H. Rowland             | 6–4, 7–5             |
| 1902 | Elisabeth Moore Wylie Grant            | Elizabeth Rastall Albert Hoskins        | 6–2, 6–1             |
| 1901 | Marion Jones Ray Little                | Myrtle McAteer Clyde Stevens            | 6–4, 6–4, 7–5        |
| 1900 | Margaret Hunnewell Alfred Codman       | T. Shaw George Atkinson                 | 11–9, 6–3, 6–1       |
| 1899 | Elizabeth Rastall Albert Hoskins       | Jane Craven James P. Gardner            | 6–4, 6–0, feladták   |
| 1898 | Carrie Neely Edwin Fisher              | Helen Chapman J. A. Hill                | 6–2, 6–4, 8–6        |
| 1897 | Laura Henson D. L. Magruder            | Maud Banks R. A. Griffin                | 6–4, 6–3, 7–5        |
| 1896 | Juliette Atkinson Edwin Fisher         | Amy Williams Mantle Fieldings           | 6–2, 6–3, 6–3        |
| 1895 | Juliette Atkinson Edwin Fisher         | Amy Williams Mantle Fieldings           | 4–6, 8–6, 6–2        |
| 1894 | Juliette Atkinson Edwin Fisher         | A. McFadden Gustav Remark               | 6–3, 6–2, 6–1        |
| 1893 | Ellen Roosevelt Clarence Hobart        | Ethel Bankston Robert Willson           | 6–1, 4–6, 10–6       |
| 1892 | Mabel Cahill Clarence Hobart           | Elisabeth Moore Rodmond Beach           | 6–1, 6–3             |